# Poker Kings NL
Poker Kings NL was een Nederlands televisieprogramma van Tien, en werd gepresenteerd door de professionele pokerspelers Noah Boeken en Marcel Lüske.

## Format
In het programma werden Boeken en Lüske door de camera gevolgd op weg naar pokertoernooien over de hele wereld. Ze bezochten vele locaties wereldwijd om daar aan internationale pokerwedstrijden mee te doen. In de serie werden onder meer de volgende plaatsen bezocht: Monte Carlo, Barcelona, Londen, Kopenhagen, Parijs, Las Vegas en daarna weer Monte Carlo.